# Kim Henares
Kim Henares är chef för skatteverket i Filippinerna. Hon har haft denna position sedan 2010. Hennes arbete tros bidra till att minska korruptionen i landet. Hon har även fått fast 180 personer som smitit ifrån skatt i landet samt utrett Manny Pacquiao, tidigare världsboxare. Henares har studerat redovisning samt juridik. Hon har en magister i juridik som hon erhöll vid Georgetown University. Under 2009 arbetade hon tillsammans med Senator Noynoy Aquino under hans presidentvalskampanj i Filippinerna. Hon har även under två år arbetat för världsbanken.